# 中村隼明
中村 隼明（なかむら よしあき 1983年9月20日 - ）は、日本の農学者。

## 来歴・人物
兵庫県神戸市生まれ。滝川高等学校卒業。信州大学農学部卒業。信州大学大学院農学研究科修士課程修了、信州大学大学院総合工学系研究科博士課程修了。博士（農学）。
動物を細胞レベルで保存することを研究テーマとする。液体窒素タンクの中で冬眠させられた生殖細胞を溶かし、その生殖細胞から固体を復元するという技術を開発し効率化させることを研究している。

## 受賞
- 2007年 日本家禽学会日本家禽学会優秀発表賞[2]
- 2008年 信州大学農学部賞[2]
- 2009年 日本繁殖生物学会優秀発表賞[2]
- 2009年 日本畜産学会優秀発表賞[2]
- 2010年 日本家禽学会The Journal of Poultry Science Outstanding Paper Award[2]
- 2010年 日本繁殖生物学会Best Poster Award in the Czech-Japan Joint Symposium for Animal Reproduction “From Gametes to Stem Cells” [2]
- 2011年 信州大学功労賞[2]
- 2012年 日本家禽学会奨励賞[2]
- 2015年 日本繁殖生物学会奨励賞[2]
- 2016年 日本繁殖生物学会優秀発表賞[2]
- 2017年 新学術領域研究「配偶子産生制御」Best Poster Award in the International Research Symposium on Regulation of Germ Cell Development in vivo and in vitro[2]
- 2018年 公益財団法人農学会日本農学進歩賞[2]